# Siljarosa Schletterer
Siljarosa Schletterer (* 6. März 1991 in Innsbruck) ist eine österreichische Lyrikerin.

## Leben
Siljarosa Schletterer ist Autorin, Lyrikerin, Lyrikvermittlerin, Schreibcoach. (Gegenwarts-)Lyrik oder die Vergegenwärtigung der Lyrik und das Zusammenspiel von Musik und Sprache steht seit ihrem Studium im Zentrum ihres Schaffens. Die Vermittlung von Lyrik ist ihr als Organisatorin, Kursleiterin, Moderatorin und Herausgeberin wichtig. Sie organisiert das Internationale Lyrikfestival W:ORTE mit. Zusammen mit Rebecca Heinrich hat sie die Lesebühne „wir machen halt lyrik“ gegründet.
Sie lebt und arbeitet in Innsbruck und ist Mitglied der Grazer Autorinnen Autorenversammlung, IG Autorinnen Autoren (Kooptiertes Vorstandsmitglied), literatur:vorarlberg und des Österreichischen Schriftsteller/innenverbands.
Ihre Lyrik wurde in verschiedensten Literaturzeitschriften (u. a. in: Morgenschtean, DAS GEDICHT, miromente), Anthologien (u. a. Robert Prosser und Christoph Szalay: wo warn wir? ach ja: *Junge österreichische Gegenwartslyrik, Limbus Verlag, Innsbruck 2019) und Zeitungen (Standard, Presse, Marie-Straßenzeitung, Vorarlberger Nachrichten) und im öffentlichen Rundfunk (ORF) veröffentlicht. Zudem schreibt sie Rezensionen und Besprechungen in verschiedenen Medien u. a. bei Literatur im Lichthof und MusikTexte.

## Werke (Auswahl)

### Werke
- Siljarosa Schletterer: entschämungen. körperkantate, Limbus Lyrik 2025, ISBN 978-3-99039-265-2
- Siljarosa Schletterer: azur ton nähe. flussdiktate, Limbus Lyrik 2022, ISBN 978-3-99039-220-1
- Siljarosa Schletterer: „flüsternde bogen verse. ein halbrondell“ für das Jubiläumsprojekt 25 Jahre #literaturbewegt[4] des Literaturhaus am Inn.

### Anthologien
- „radikal-du“ in: Manuelle Bildung. - Vom Lernen mit den Händen, Peter Deinhammer Hg., Verlag Bibliothek der Provinz 2024.
- „traumflüchtige wasserwurzeln meiner sprache“ in: habe bewurzelte Stecklinge – Geografie meiner inneren Sprache, Raoul Eisele / Lea Menges, lex liszt 2023

- „neue gedichte“ in: miromente – Zeitschrift für Gut und Bös Nr. 69, 2022, S. 5–7, 31–32

### Herausgeberschaft
- Michaela Bstieler, Lena Ganahl, Denise Pöttgen, Siljarosa Schletterer (Hrsg.): Kunst als gesellschaftskritisches Medium – wissenschaftliche und künstlerische Zugänge, Verlag transcript (Reihe „image“), Bielefeld 2018, ISBN 978-3-8376-4283-4

### Installationen
- Rauminstallation ABER DIE LIEBE für die Aula des Diözesanhauses Innsbruck gemeinsam mit Franz Wassermann, 2024
- Fensterinstallation körper pflegen für das Amerlinghaus Wien mit Martin Plattner, 2023.[5]
- Klanginstallation klang[kraft]werk für KG17 mit Marius Weber 2023.[6]

## Auszeichnungen
Siljarosa Schletterer ist Preisträgerin des Großen Literaturstipendium des Landes Tirol 2021/2022 in der Sparte Lyrik, des Literatur-Förderpreises der Universität Innsbruck 2024 und des Startstipendiums für Literatur 2021/2024.